# Lotus callunetorum
Lotus callunetorum är en ärtväxtart som först beskrevs av Juxip, och fick sitt nu gällande namn av Miniaev. Lotus callunetorum ingår i släktet käringtänder, och familjen ärtväxter. Inga underarter finns listade i Catalogue of Life.